# Johann Christian Wilhelm Dahl
Johann Christian Wilhelm Dahl (* 1. September 1771 in Rostock; † 15. April 1810 ebenda) war ein deutscher Klassischer Philologe.

## Leben
Johann Christian Wilhelm Dahl studierte von 1788 bis 1792 klassische Philologie, Geschichte, Mathematik, Orientalistik und Theologie in Rostock. Ab 1792 absolvierte er ein Studium der Theologie an der Universität Jena, ab 1793 an der Universität Göttingen und ab 1794 an der Universität Rostock. Von 1795 bis 1797 war er Hauslehrer in Güstrow. Am 11. April 1798 wurde er in Rostock Magister. Anschließend lehrte er bis 1802 an der Universität Rostock als Privatdozent Profanphilologie, das heißt die Philologie nichtbiblischer Texte.
Von 1802 bis 1810 war Dahl rätlicher Professor der griechischen Sprache, ab 1803 rätlicher Professor der Moral und ab 1804 herzoglicher Professor der Theologie an der Universität Rostock. Am 6. Februar 1807 erfolgte seine Promotion zum Dr. theol.

## Schriften (Auswahl)
- Noticia Codicis Msc. Sallustii bellum Catilinarium. Leipzig 1791.
- Observationes philologicae atque criticae ad quaedam prophetarum minorum loca, subjuncta vernacula Chabacuci interpretatione. Neustrelitz 1798.
- Sallust’s Catilina. Braunschweig 1800.
- Versuch einer kirchlichen Staatistik der Herzogl. Mecklenburg-Schwerin-Güstrowschen und Mecklenburg-Strelitzischen Länder: mit einigen wohlgemeinten Nebenbemerkungen. Rostock 1809.
- Lehrbuch der Homiletik oder Anweisung zur Amtsberedsamkeit christlicher Religionslehrer. Leipzig 1811.